# Jelena Sjalygina
Jelena Jevgenjevna Sjalygina (kazakiska: Елена Евгеньевна Шалыгина), född den 15 december 1986 i Tjimkent i Kazakiska SSR i Sovjetunionen (nu Sjymkent i Kazakstan), är en kazakisk brottare som tog OS-brons i mellanviktsbrottning i damklassen 2008 i Peking.